# Rębielice Królewskie
Rębielice Królewskie es un pueblo del voivodato de Silesia, localizado a 95 km al norte de Katowice. En 2004 tenía una población de 848 habitantes.
- Datos: Q940468
- Multimedia: Rębielice Królewskie / Q940468

1. ↑  Worldpostalcodes.org,código postal n.º 42-410.